# جيفري هايلاند
جيفري هايلاند (بالإنجليزية: Jeffrey Hyland)‏ هو كاتب ورجل أعمال أمريكي، ولد في 1947.